# 峇里島建築

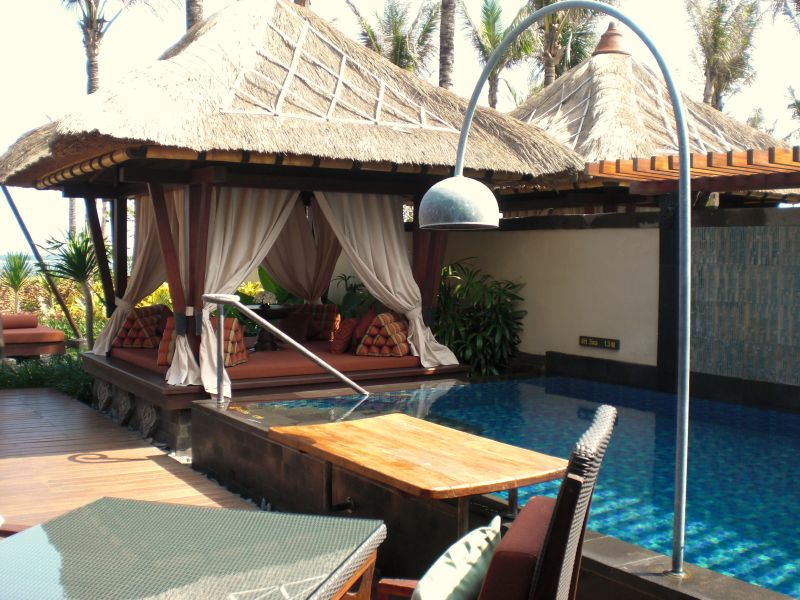
位於峇里島的度假別墅。

峇里島建築是一種在印度尼西亚峇里島的峇里人發展的一種鄉土建築。受到峇里文化影響，並經由古代爪哇文化中介而發展的建築傳統，其中包含古峇里島本土建築的前印度教建築元素。該建築的發展歷經了約幾個世紀的歷史，在今天被稱為當代巴厘風格，也成為亞洲熱帶建築中最受歡迎的風格之一，這在很大程度上是由於巴厘島旅遊業的發展，催生了對峇里式房屋、小屋、別墅和酒店的需求。
當代峇里島建築則結合了傳統美學原則、峇里島豐富的自然材料、當地人民著名的藝術和工藝以及國際建築影響、新技術和潮流等。

## 材料
峇里島建築追求與周圍的自然環境和諧相處，幾乎完全由有機材料建成。他們使用天然材料，如茅草屋頂、竹子、編織竹子、椰木、柚木、磚和石頭。茅草屋頂通常使用黑色棕櫚纖維、乾椰子或硕莪树葉，或者是由像瓦片一樣排列的硬木瓦組成。石頭和紅磚通常用作建築物的基礎和牆壁，而砂岩和安山岩通常被雕刻成裝飾。
峇里人以其豐富的藝術技巧而聞名，他們發展了一種複雜的雕刻傳統表現在建築和室內裝飾中。其中，巴厘島寺廟和宮殿裝飾華麗，在建築物細節設有豐富的木雕和石雕裝飾，通常描繪花卉圖案。巴厘雕塑也通常作為門戶的守護者，擔任著守门天的形象出現。建築物的大門裝飾豐富，有卡拉、花卉裝飾和金剛杵或尖頂。其他類型的雕塑通常用作裝飾，例如女神或龍的噴水口設置於浴場中。

## 格局

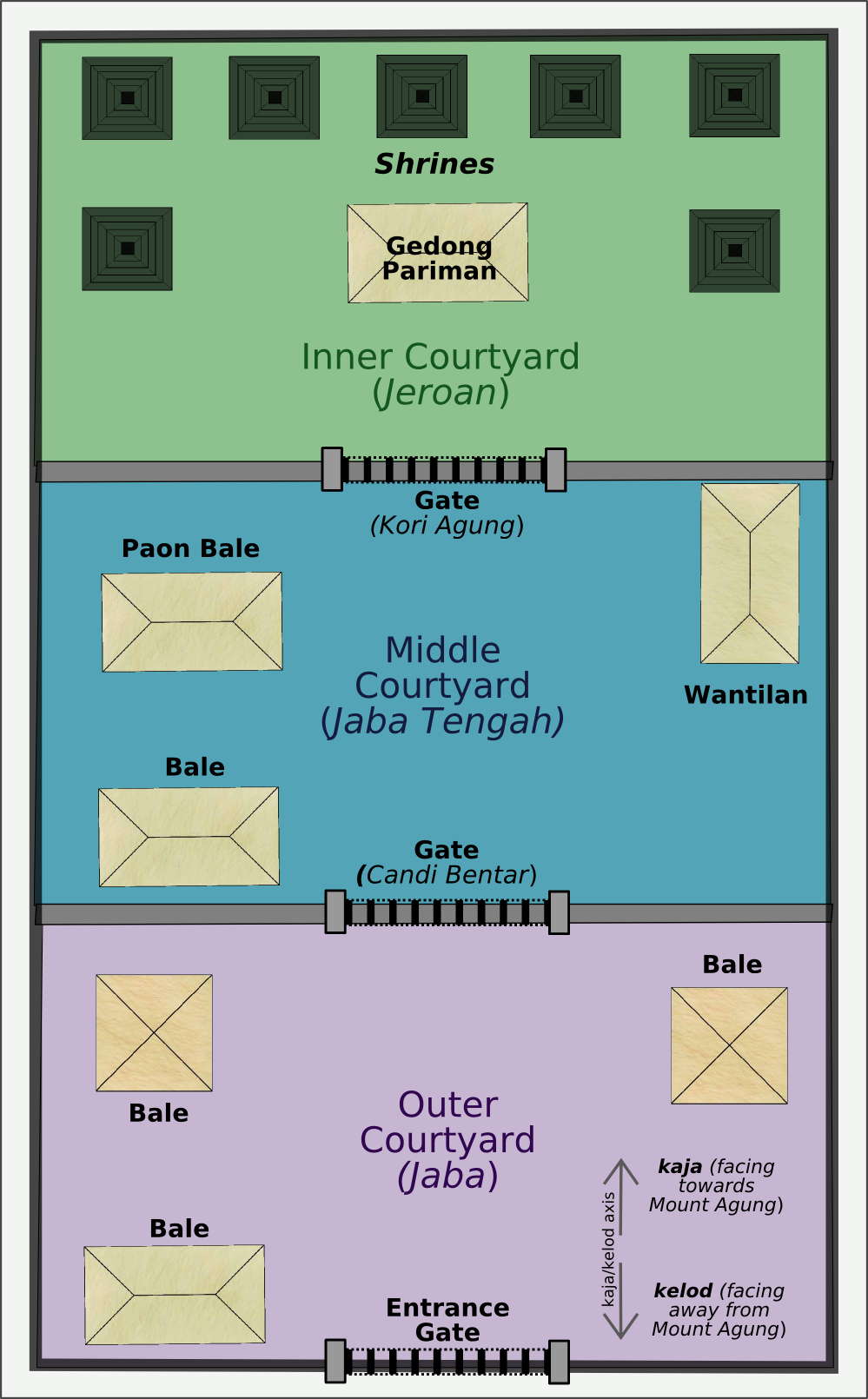
巴厘島寺廟的配置形式

傳統的峇里建築，幾乎是基於在峇里人的生活方式、社會關係、哲學理念和靈性影響下所發展起來，其中很大程度上受到巴厘島印度教的影響，其建築格局罪常見的主題為三分法。傳統巴厘建築經常遵循嚴格而神聖的建築法則，允許大量開放空間提供人們使用，其中，許多小涼亭將構成寬敞的庭院，被城牆包圍以防止被「邪靈」入侵，並裝飾著護衛雕像。在其中，發展著巴厘傳統建築的哲學和概念基礎則包含幾個概念，例如：
- 三界和諧（英语：Tri Hita Karana）：一個對於「和諧」及「平衡」的概念，由三個元素組成：atma（人）、angga（自然）和khaya（神）。 三界和諧提出了三種方法，讓人類培養著自身、大自然和神明之間和諧的關係。

- 三曼荼羅（Tri Mandala）：對於「空間分割」和「分區」的規則。三曼荼羅是一種空間概念，描述按照神聖等級排列的三個領域，從寺廟外圍區域（Nista mandala、jaba pisan）：外部、世俗且不神聖的領域、寺廟中央區域（Madya mandala）：中間的中等領域，再到主祭壇區域（Utama mandala）：內部和更重要的神聖領域。

- 十曼荼羅（Sanga Mandala）：同也為關於空間分割和分區的規則。該概念主以方向有關的空間概念相關，將一個區域分成九個部分，根據八個主要的基本方向和中心點（頂點）延伸。九個基礎方向與印度教九個主要神靈守護方向的概念相關，這些守護神也出現在馬札比特紋章滿者伯夷蘇里亞（英语：Surya Majapahit）中。共安排如下：[6]

- 中心：湿婆
- 東方：自在
- 西方：馬哈德瓦
- 北方：毗湿奴
- 南方：梵天
- 東北方：桑布
- 西北方：商羯罗
- 東南方：土邦主
- 西南方：楼陀罗

- 三個領域领域（Tri Angga）是關於微觀、中間領域和宏觀與微觀等級觀念的概念，與下一個概念三界有關。

- 三界（Tri Loka）：是關於三個領域之間的等級觀念，包括低等的動物和魔鬼所在的下界（bhur、梵文：bhurloka）領域、人類所在的中界（bhuwah、梵文：bhuvarloka）領域、以及神和神明所在的上界（swah、梵文：svarloka）領域。

- 八個建築美學規則（Asta Kosala Kosali）：建築設計的八個指導原則，包括神殿（pelinggih）、舞台（pepalih）中符號（niyasa）的形狀、測量單位、形狀和大小等公式，並規定了適當的裝飾等。

- 海洋之王（Arga Segara）或上和下（Kaja Kelod）：是指山（arg）、海（segara或kelod）之間的神聖軸線。山區被認為是香或神靈的居所，中間的平原是人類的領域，而海洋則是代表著海怪和魔鬼的領域。

除了藝術和技術掌握，所有巴厘島的建築師門（巴厘語：Undagi）都需要掌握這些有關形式、建築和空間組織的巴厘島哲學概念，已進行建築物的建造。

## 寺廟

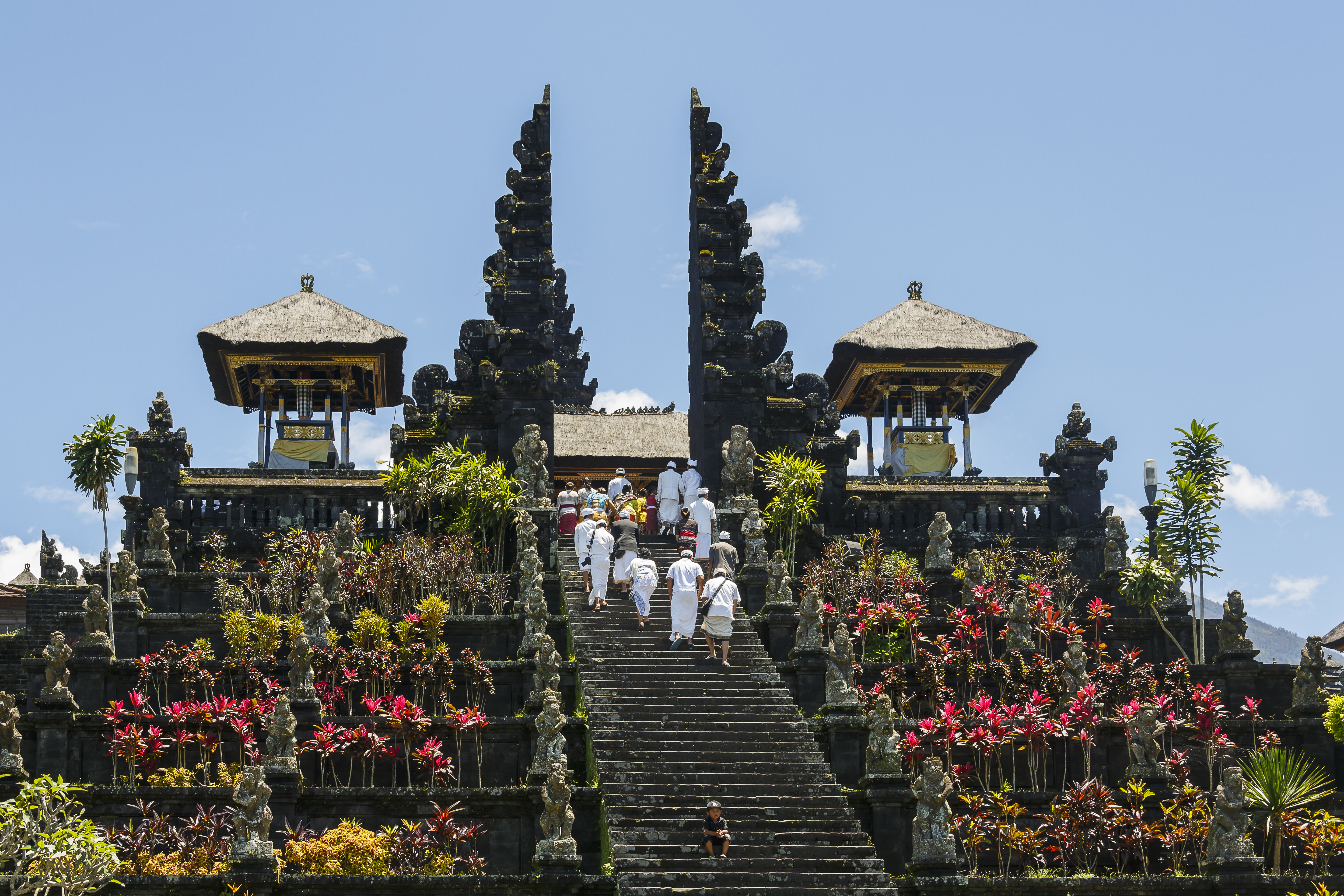
百沙基母庙，是峇里島最重要、最大和最神聖的印度教寺廟。

峇里島寺廟，當地人通稱普拉（Pura），是印度尼西亞峇里島印度教信徒的禮拜場所，由一系列複雜裝飾的建築形式組成。根據格局的規範，該寺廟基本均被牆壁圍繞，內部則包含了幾個神殿、梅魯塔和巴萊涼亭。普拉的規劃和佈局遵循了巴厘島空間分配的三曼荼羅概念。
巴厘島的寺廟通常包含一個蓮花寶座，這是最高神祇至尊之神的高聳寶座，周遭也設有多層梅魯塔，該建築物類似於尼泊爾或日本的寶塔，以及各種涼亭，同時也設有吠陀吟唱涼亭、供品涼亭、寺廟遺物倉庫等設施群。此外，禅邸指的是當地寺廟裡面，一處單一的石造或磚造神殿，有門廊、入口和階梯，屋頂呈金字塔形。

## 住宅

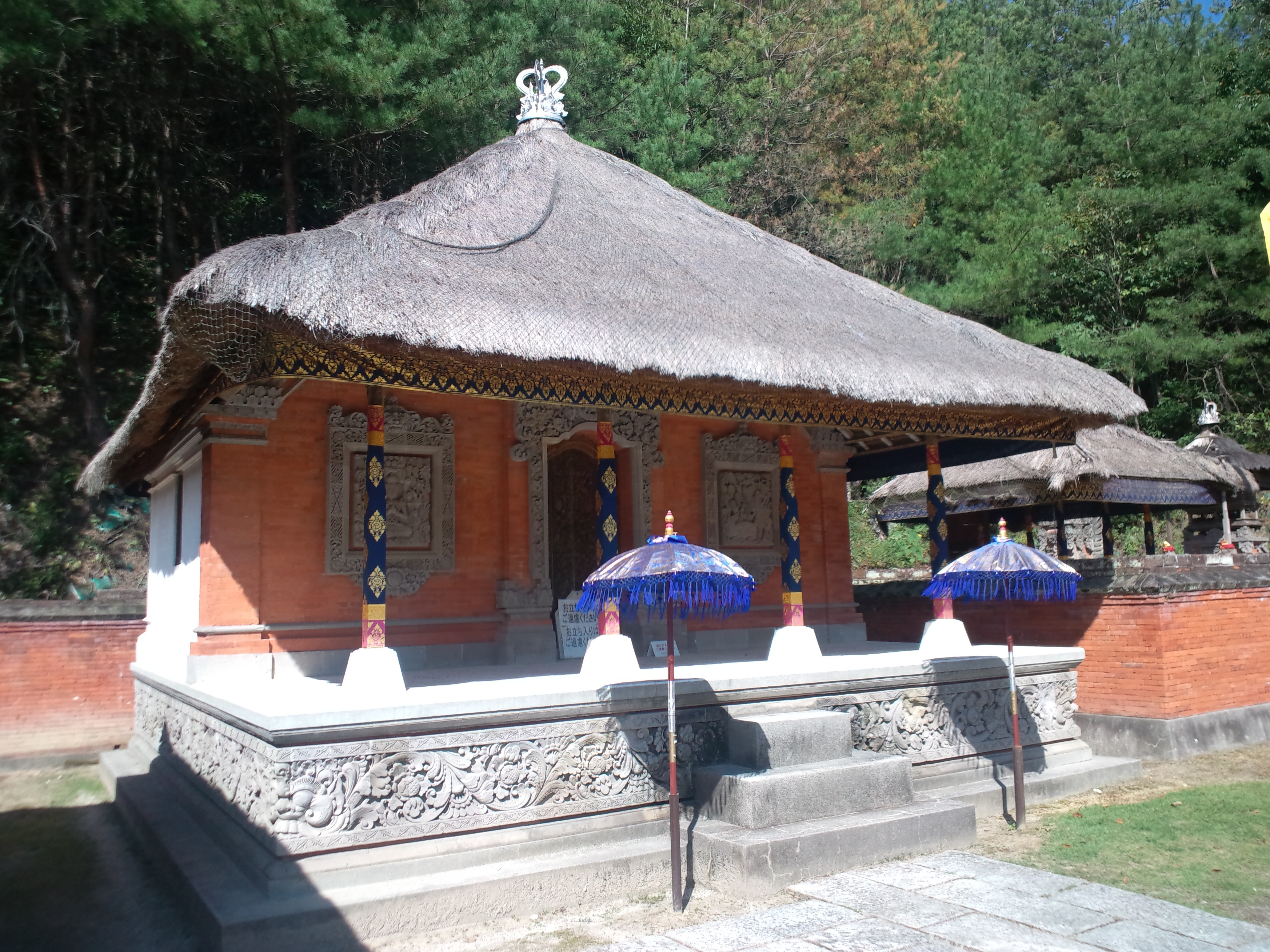
巴厘島住宅區內的巴萊格德。

不同於歐洲建築，峇里島的房屋和宮殿並不是建成單一巨大的建築，而是一系列帶有特殊功能的小型結構，這些建築由一系列小型建築組成。它們主要由豎立在磚石底座上的木柱上，通常都在有牆的封閉面積內建造，並根據不同用處使用；例如前方的開放式涼亭用於接待客人、後側的建築則作為主臥室、其他臥室、家庭小神殿（pelinggihan）家庭神龕（pemrajan）使用用於日常平凡活動的廚房和起居區通常與供奉的神龕分開。
這些涼亭大多採用巴厘島巴萊建築，這是一種類似於爪哇彭達帕帶有或不帶有牆壁的茅草屋頂結構。被圍牆包圍的場所是由一系列的門相連接的。巴厘島的建築功能具有兩種門形式：包括分界寺廟門（或稱門殿、candi bentar），和有屋頂的塔形門，稱為門洞（paduraksa）或主門（kori agung）。
峇里島的宮殿建築則規模更大，裝飾更豐富，比普通的峇里島房屋更加精美。巴萊格德（balé gede）是一座有12根柱子的亭子，最年長的男性成員經常在此起居，萬蒂蘭（wantilan）則是一座無牆的矩形公共建築，人們在那裡聚集或進行斗鸡比賽。巴萊庫庫爾（bale kulkul）是一座高高的塔式建築，頂部有一個小亭子，放置著貝爾庫庫爾。在村莊、城市或宮殿發生緊急情況時，貝爾庫庫爾會被敲響作為警報，成為通知村民集合的信號。在巴厘村莊中，有一個公共建築巴尼亞（bale banjar），該建築通常是村民們所聚集的社區公共場所。

## 花園
巴厘島的花園通常採用自然熱帶風格，充滿熱帶裝飾植物，與環境和諧共生。花園通常根據自然地形設計，很少從其自然狀態中改變。然而，一些水上花園則採用正式設計，配有池塘和噴泉，例如塔曼阿尤寺和蒂爾塔岡加水宮。 浮動亭（Bale kambang）是一個被池塘環繞的亭子，該建築周圍設有著填滿荷花的池塘，浴室（Petirtaan）是一個沐浴場所，由一系列池塘和噴泉組成，用於娛樂以及淨化浴儀式。

## 圖片

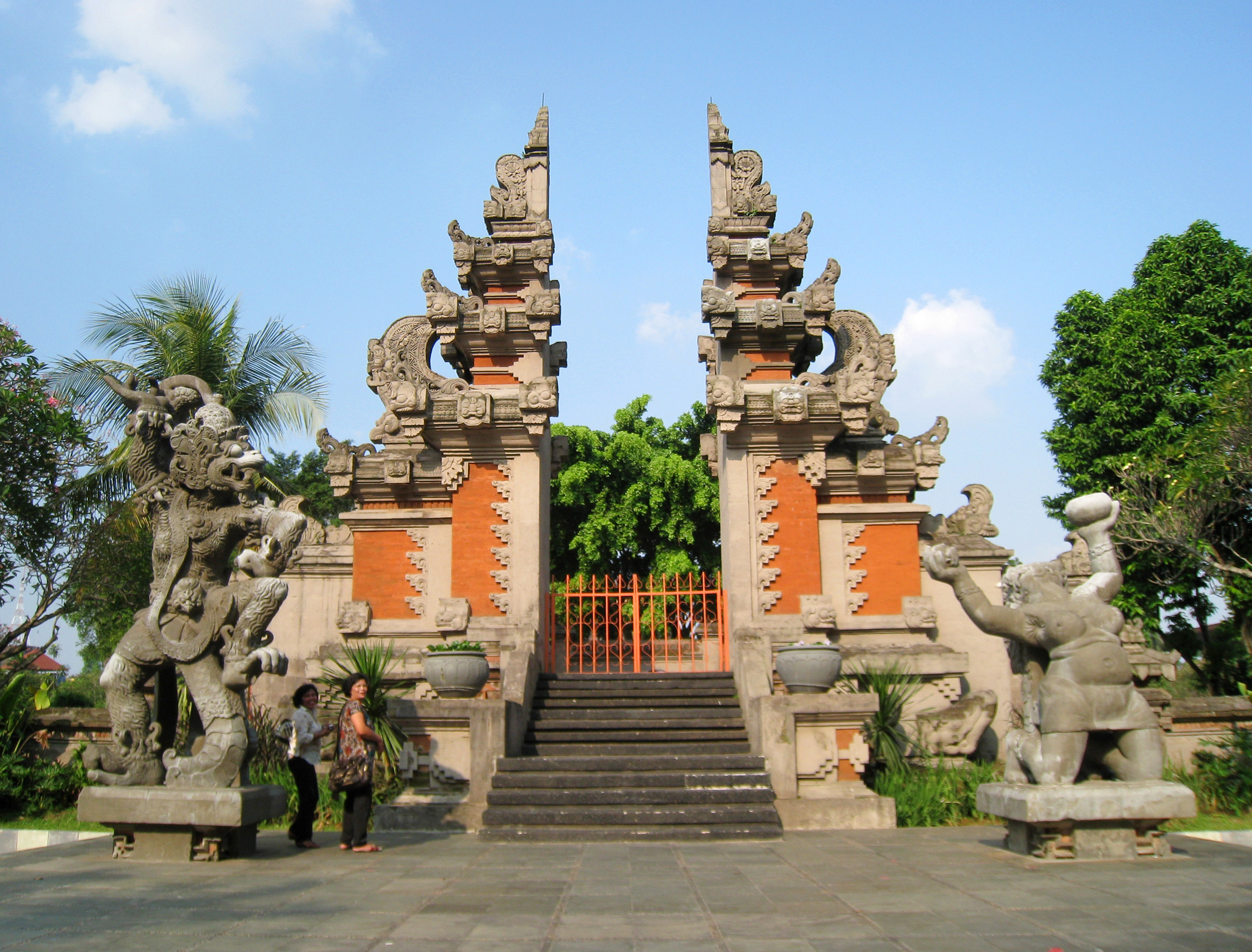
善惡門（英语：Candi bentar）
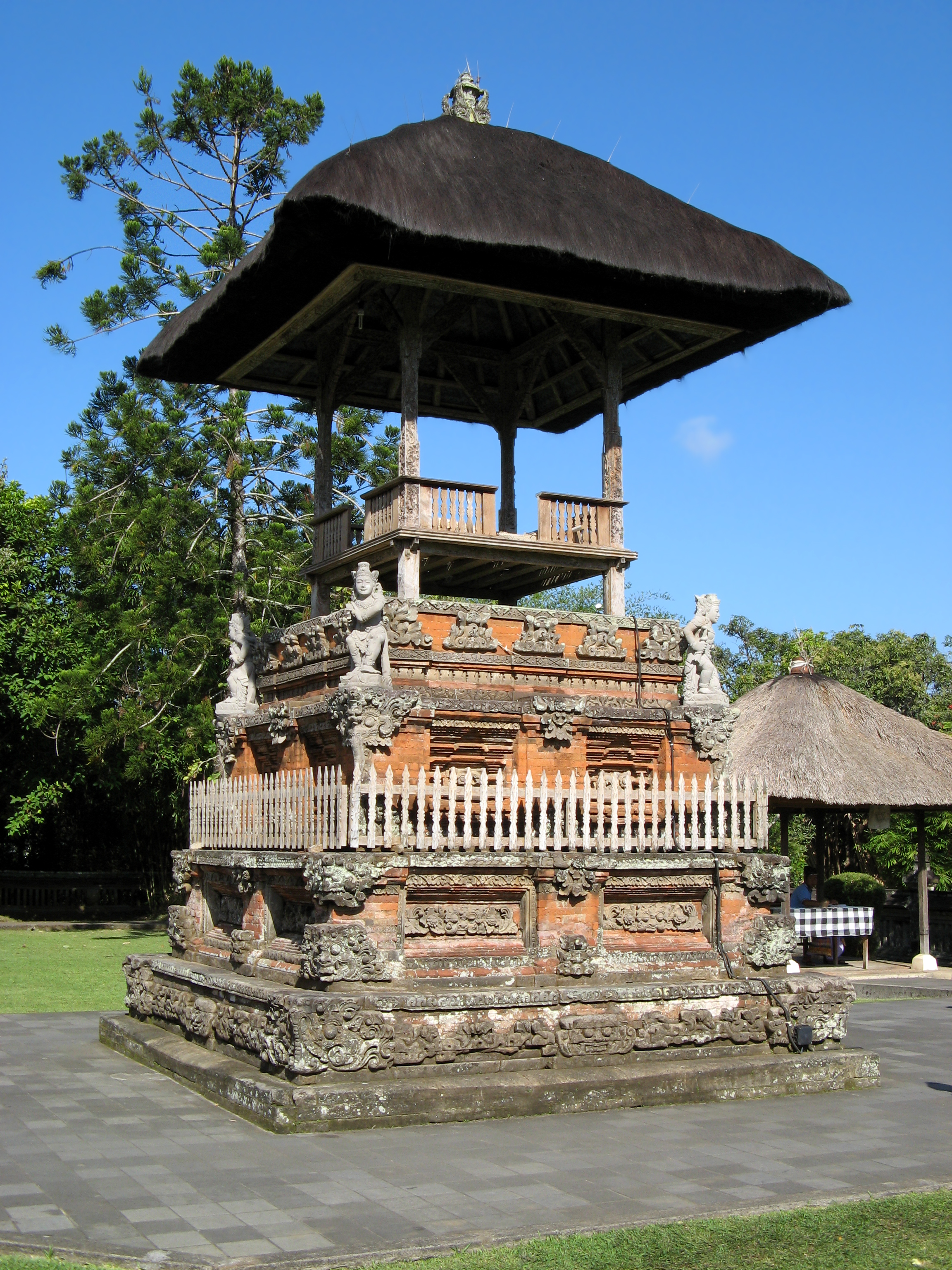
貝爾庫庫爾（英语：Bale_kulkul）
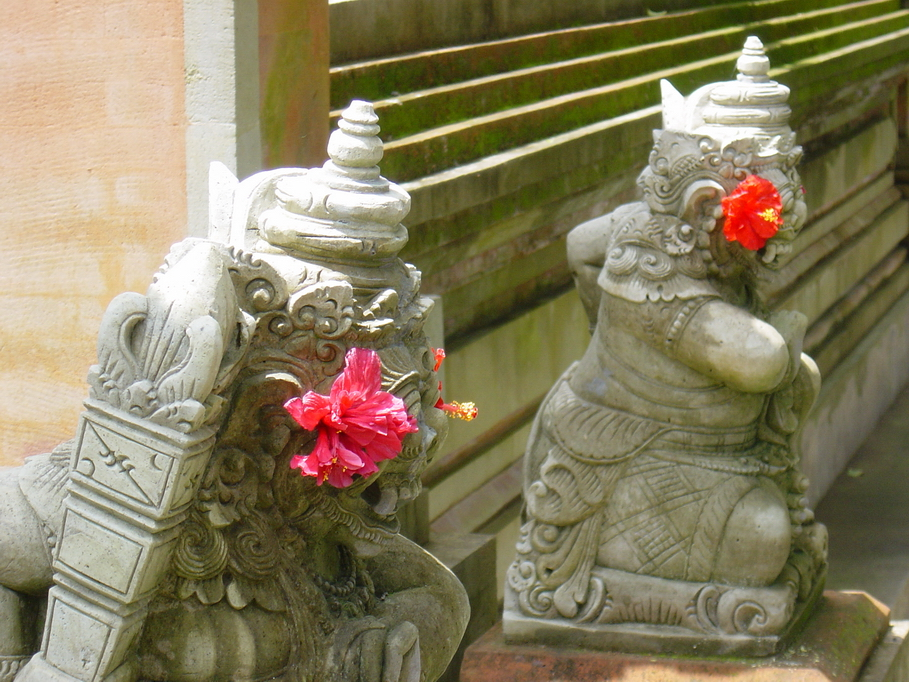
守護者雕像具有象徵意義，也是峇里島建築裝飾的一部分。
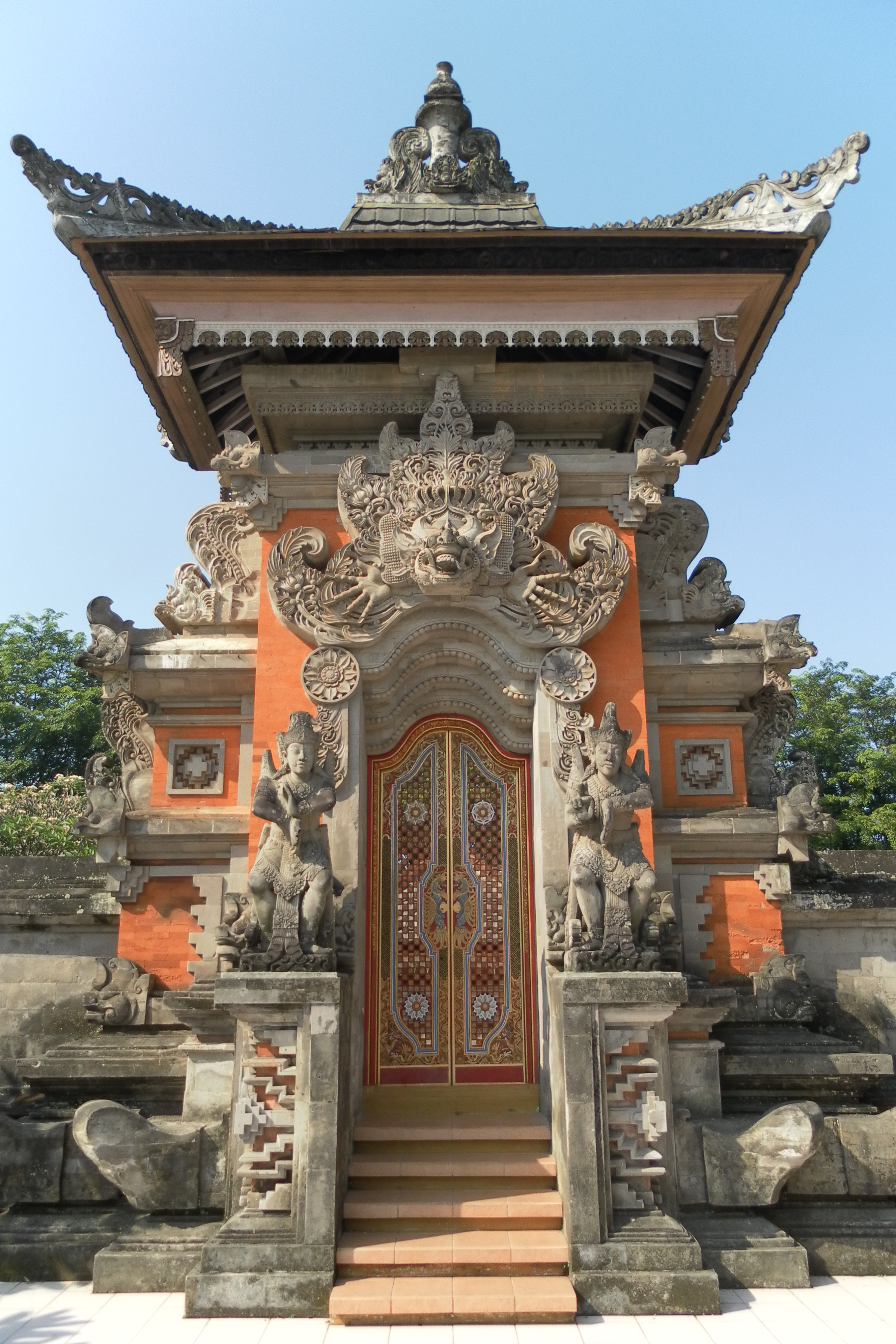
美麗的印度尼西亞縮影公園峇里島館，該建築設有帕杜拉克薩（英语：Paduraksa）
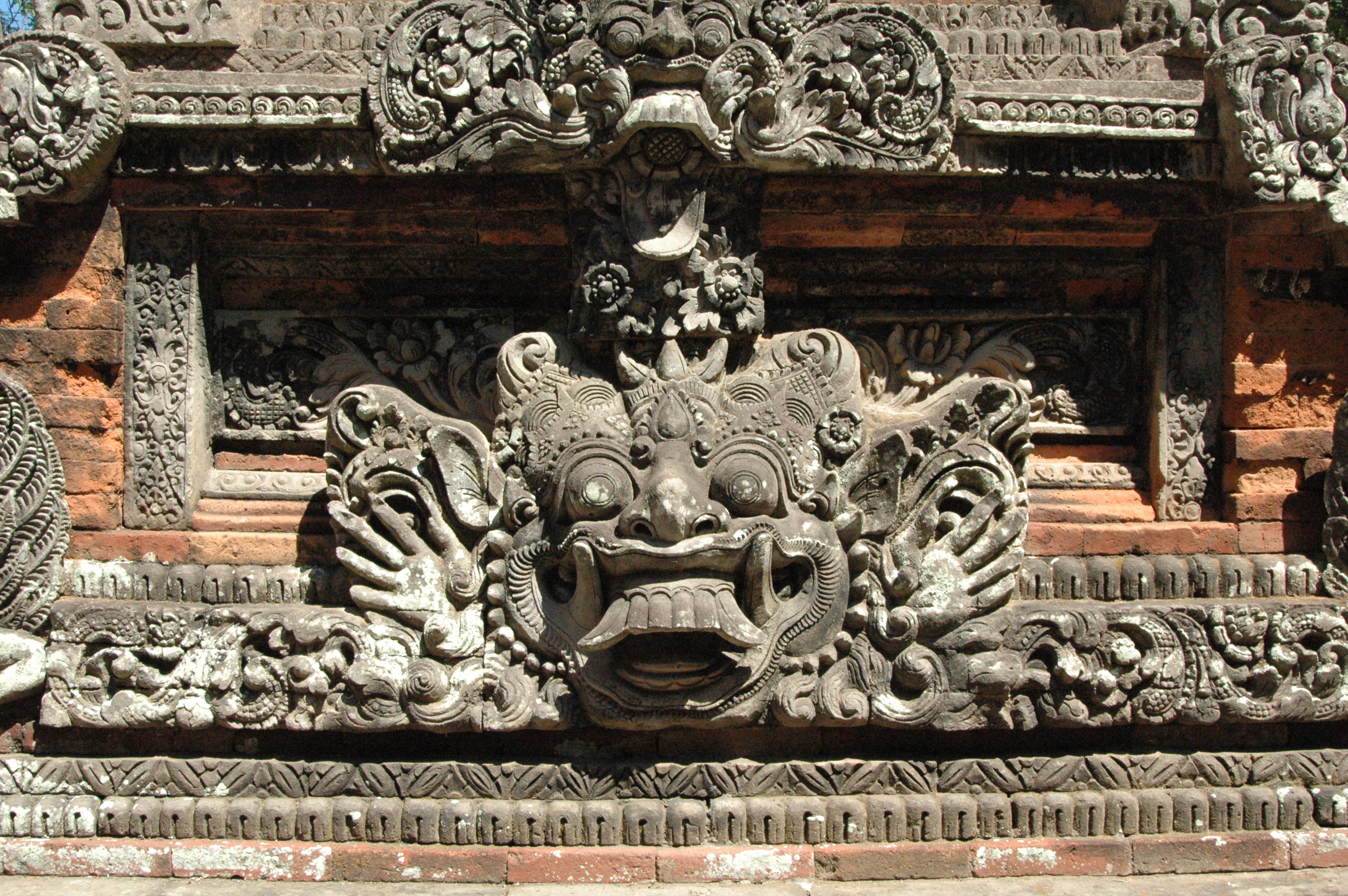
卡拉的臉作為門戶守護者和裝飾的同時，也包含象徵意義。
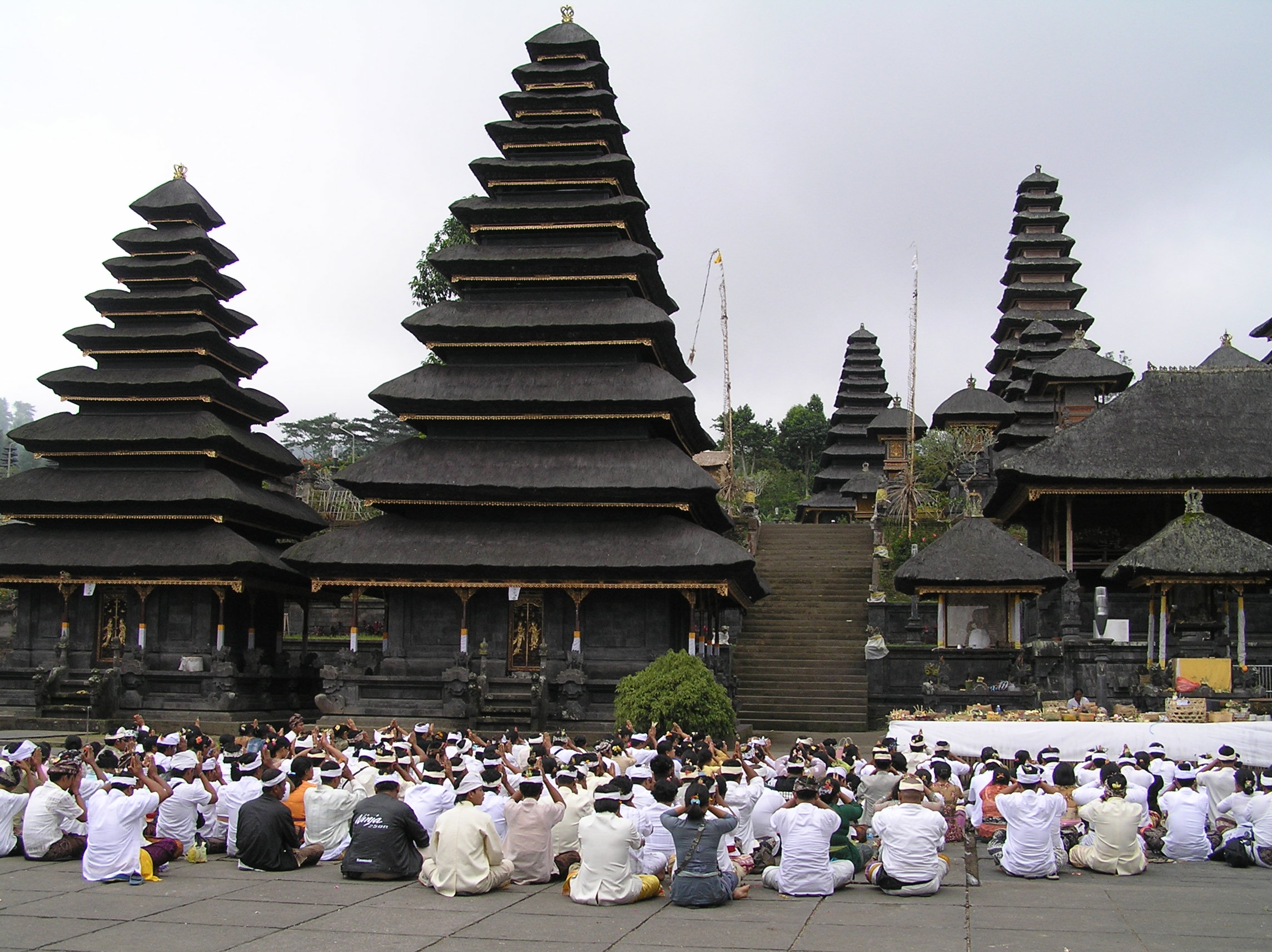
梅魯塔（英语：Meru tower）
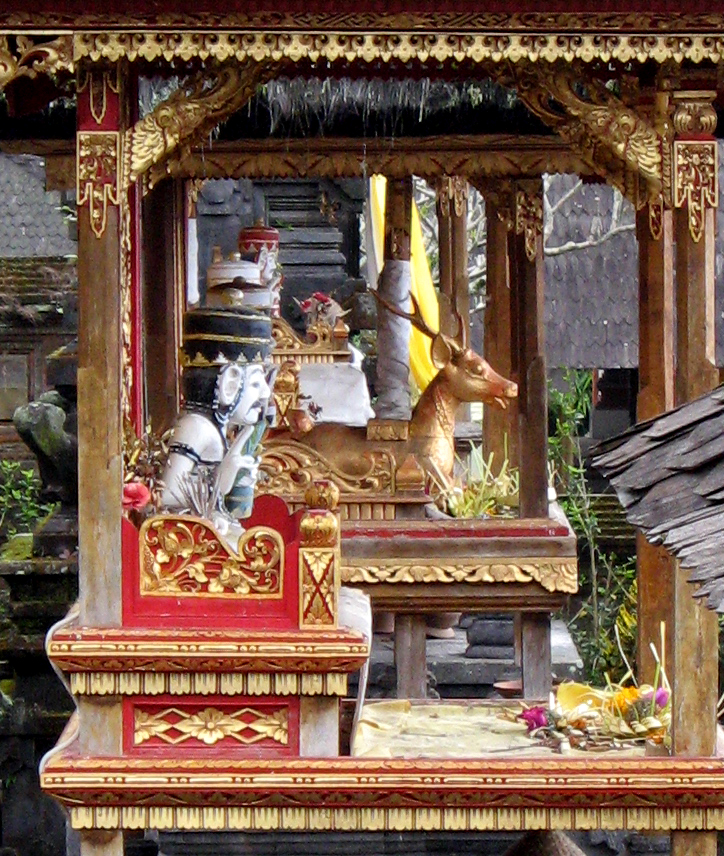
供奉神靈的小神殿
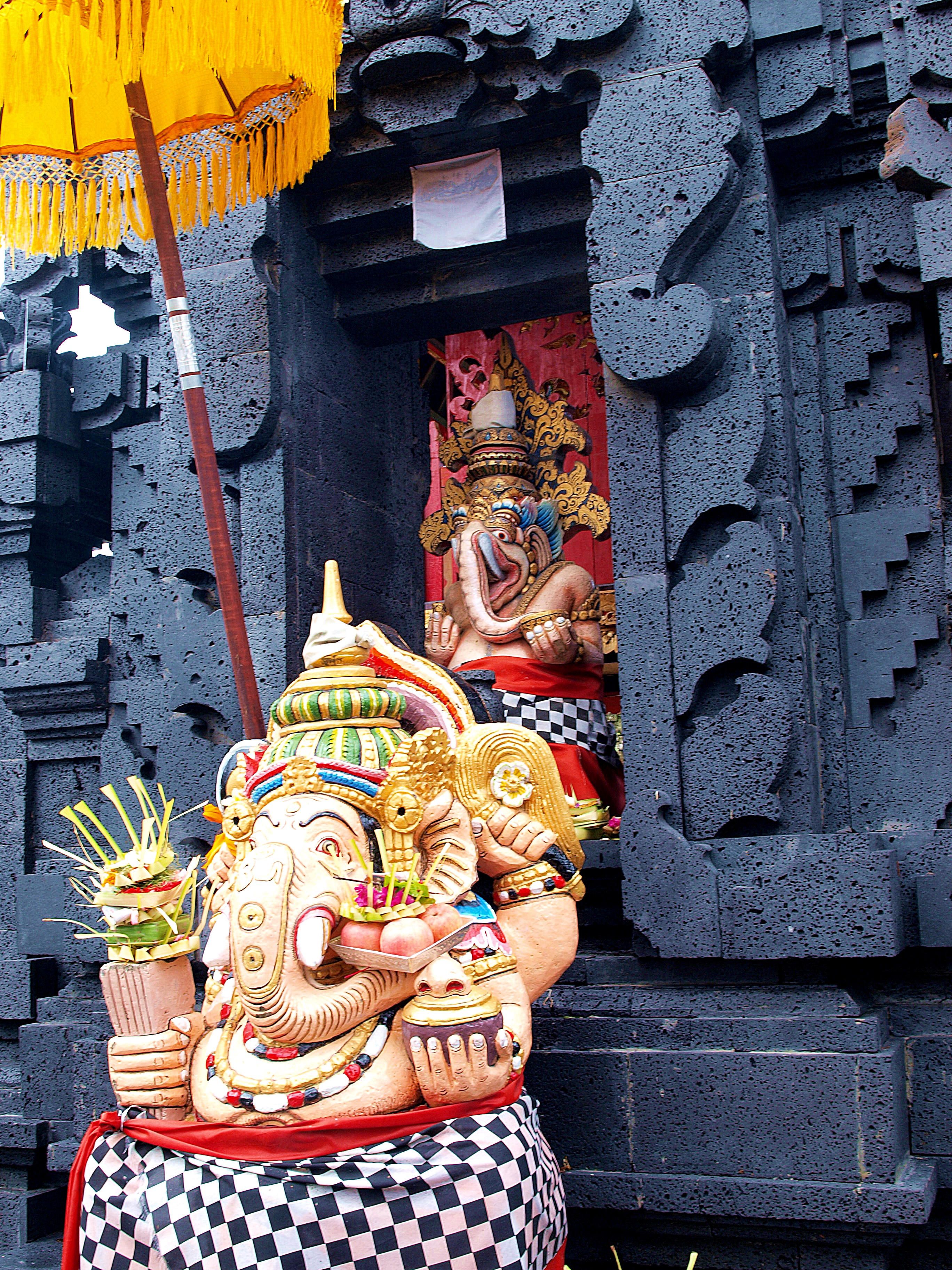
供奉印度神像象头神的神殿。
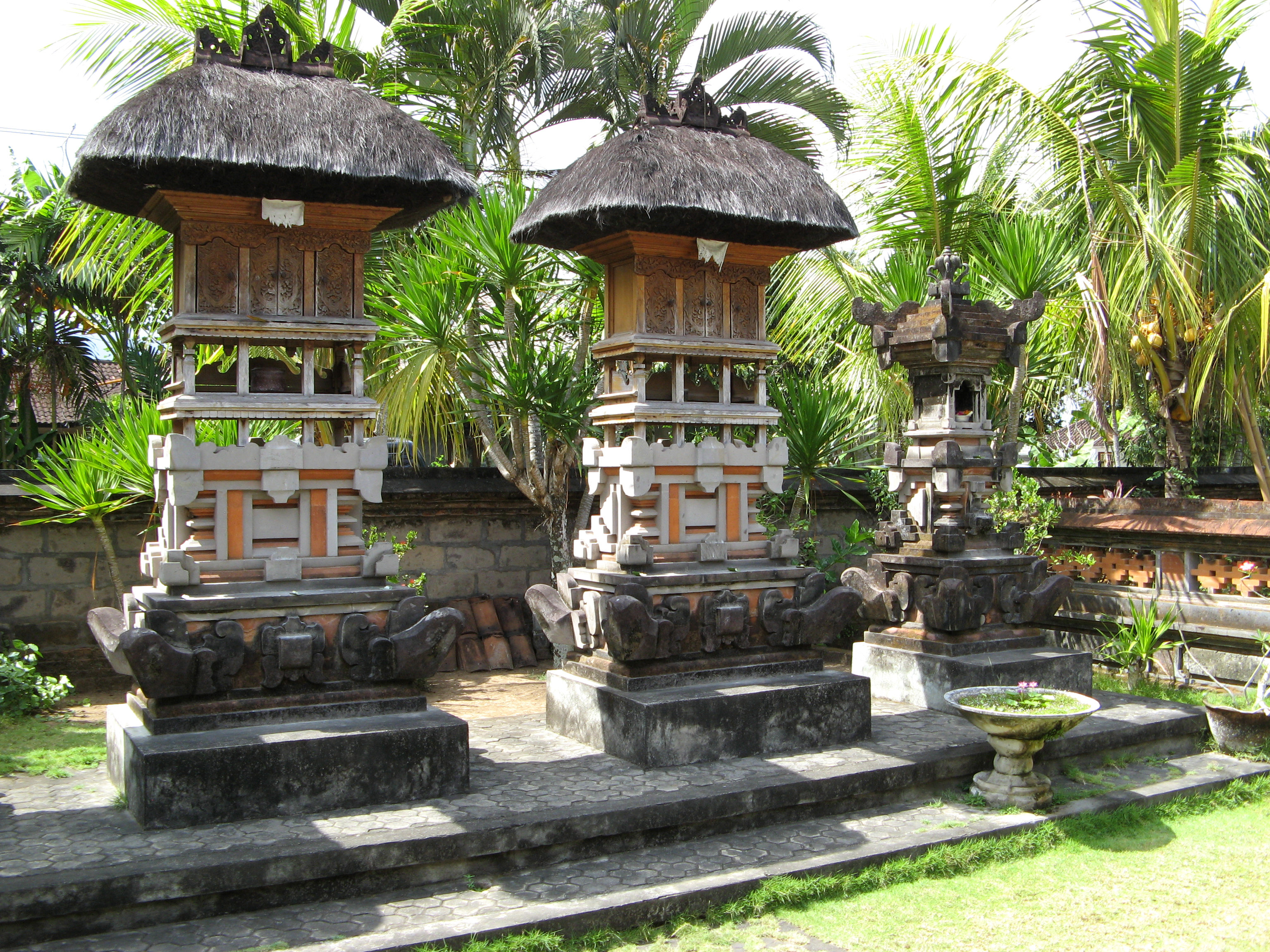
巴厘島傳統房屋的小型家族神龕。
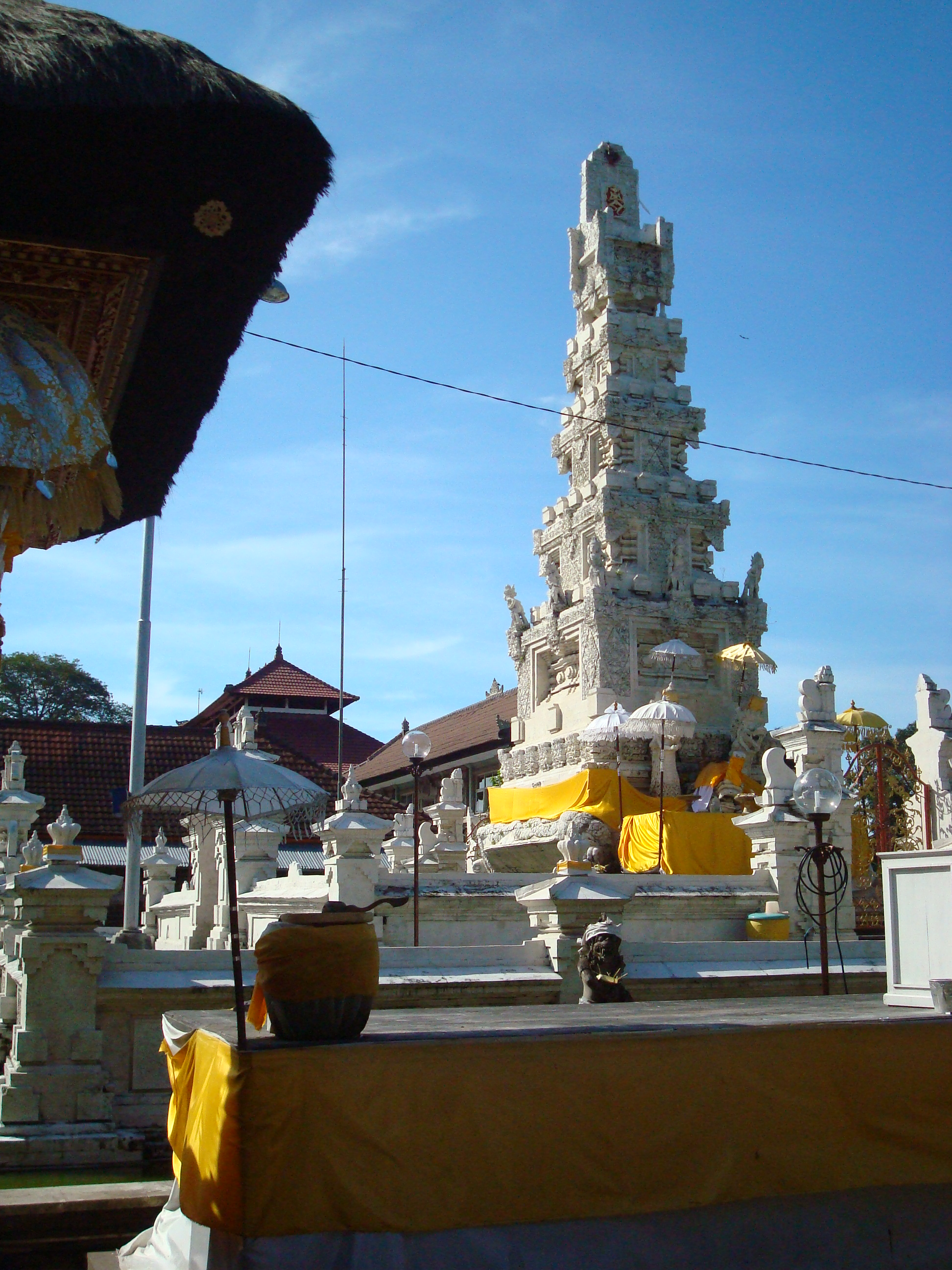
香的神龕
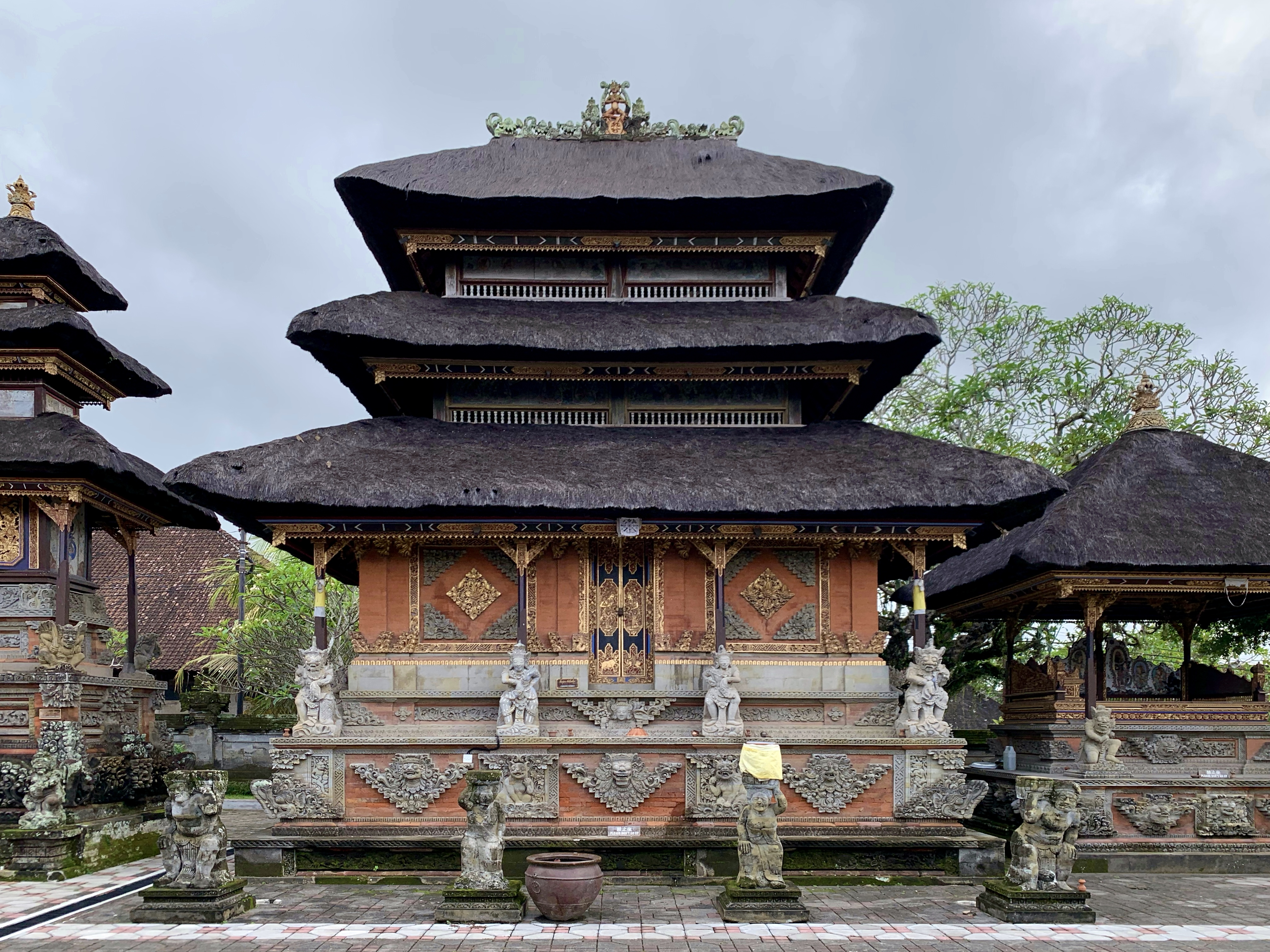
巴圖安的寺廟建築
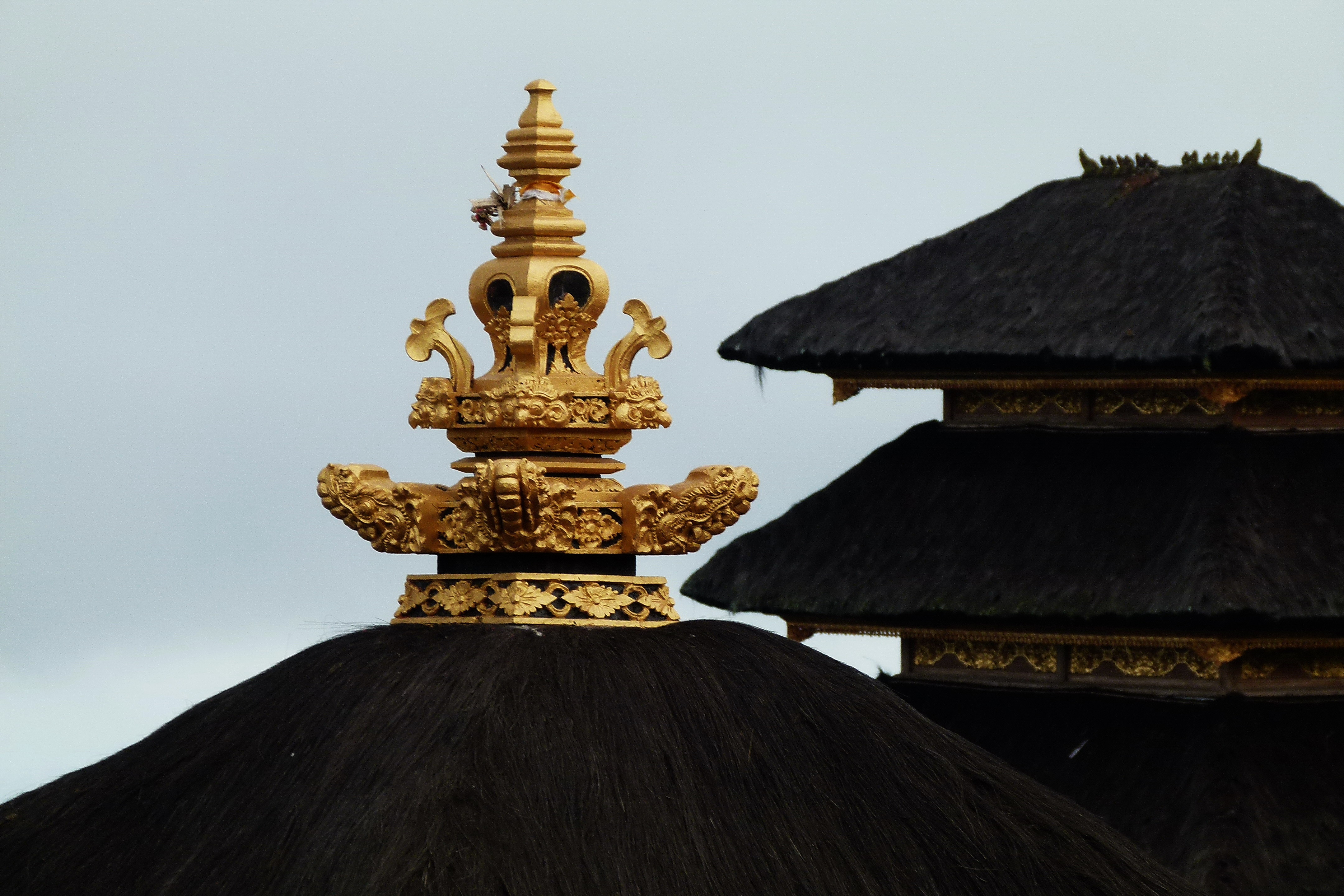
金色屋頂尖頂和由黑色纖維製成的茅草屋頂。
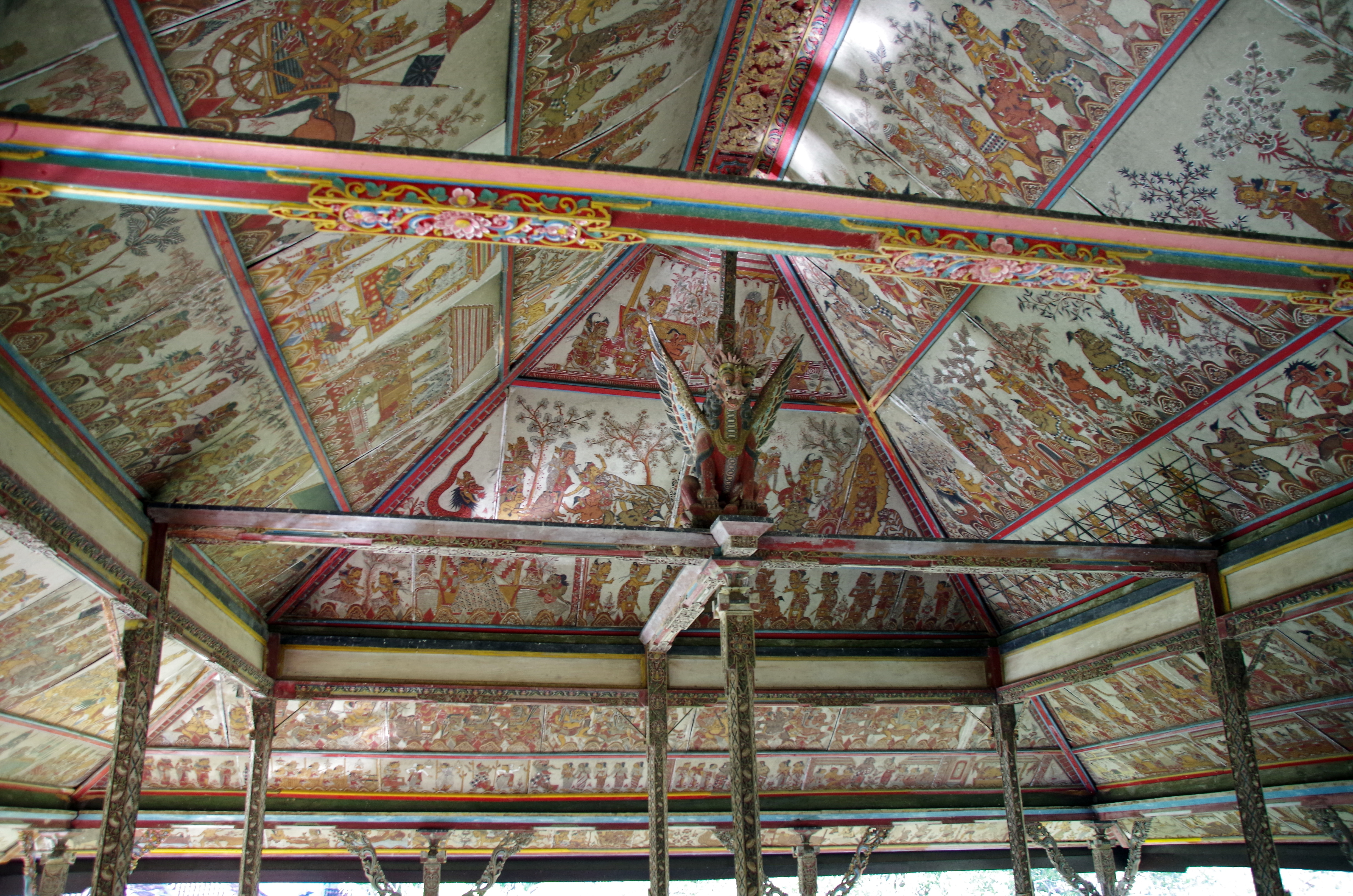
克隆宮（英语：Klungkung Palace.Klungkung）精心繪製的天花板。
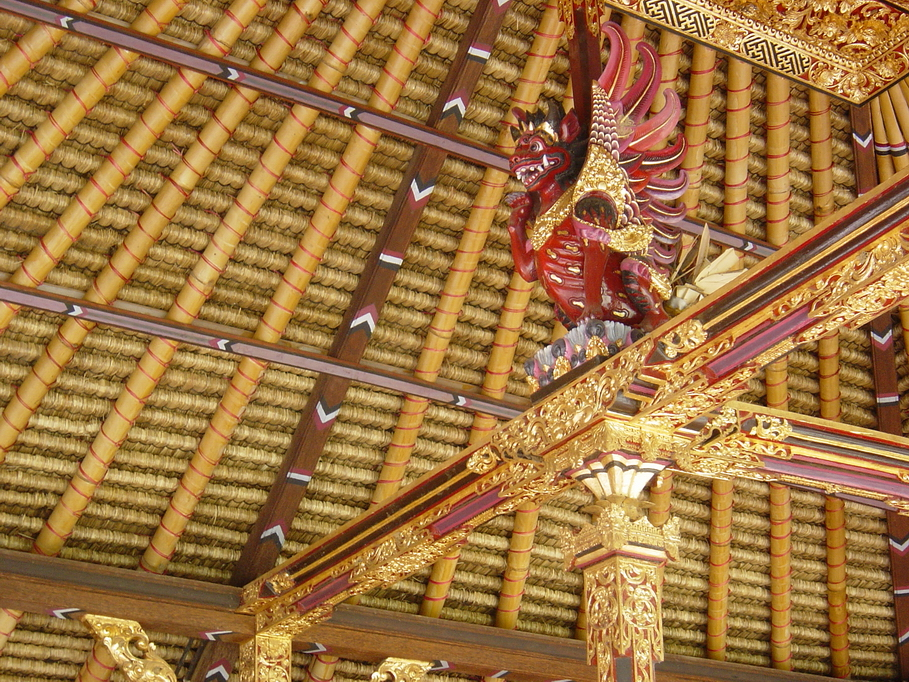
有翼的獅子作為屋頂內部的裝飾。
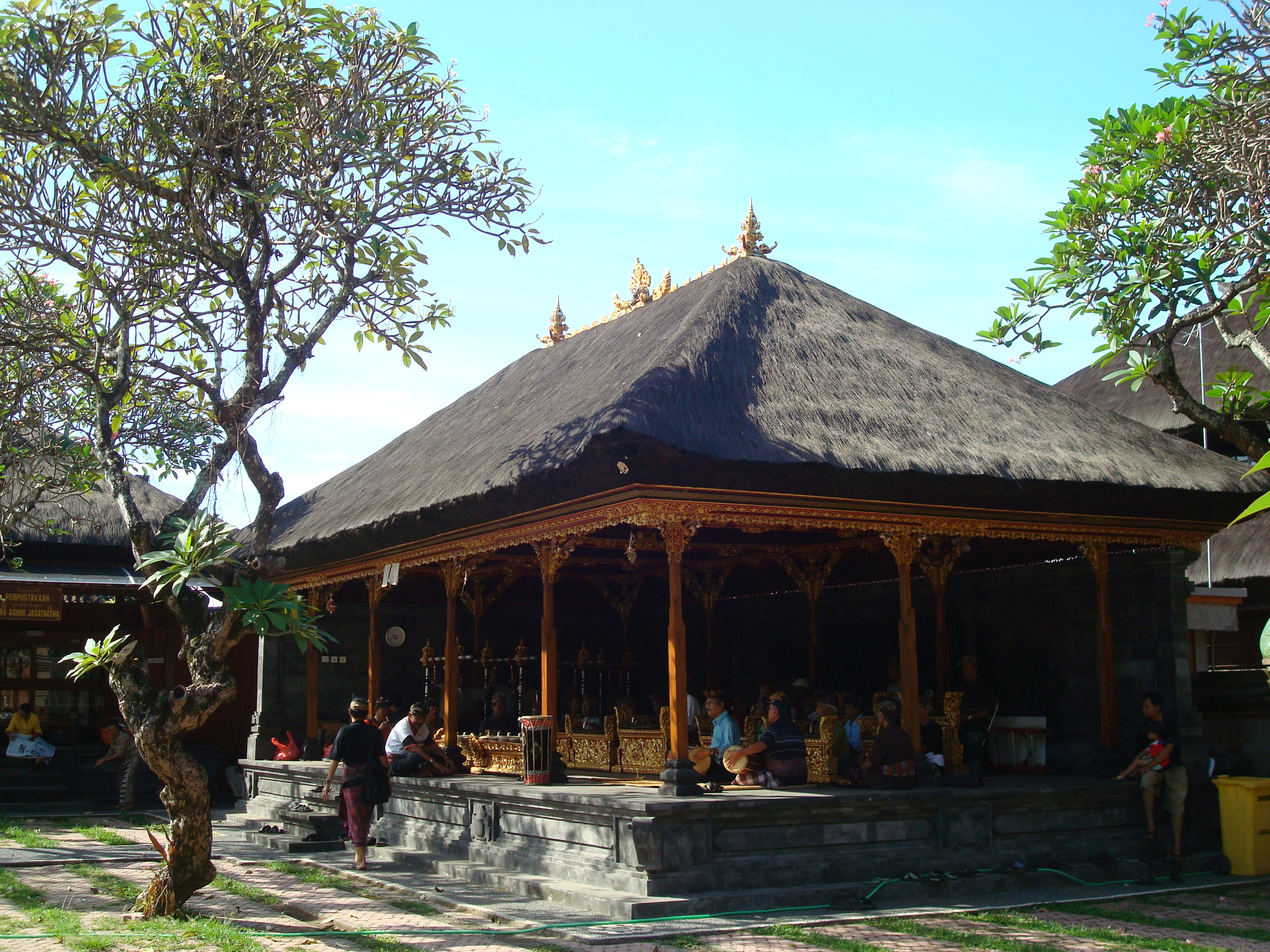
巴厘島寺廟大院中的甘美蘭亭（英语：gamelan）
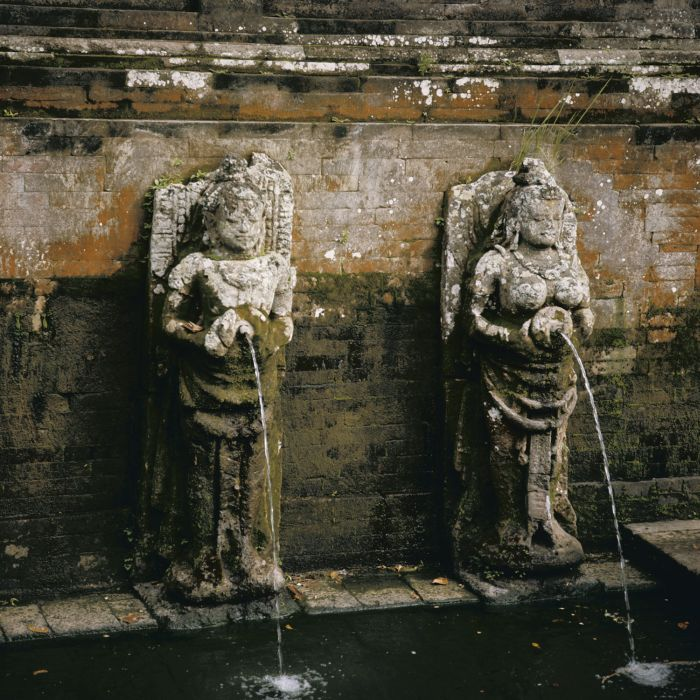
象洞的聖泉池
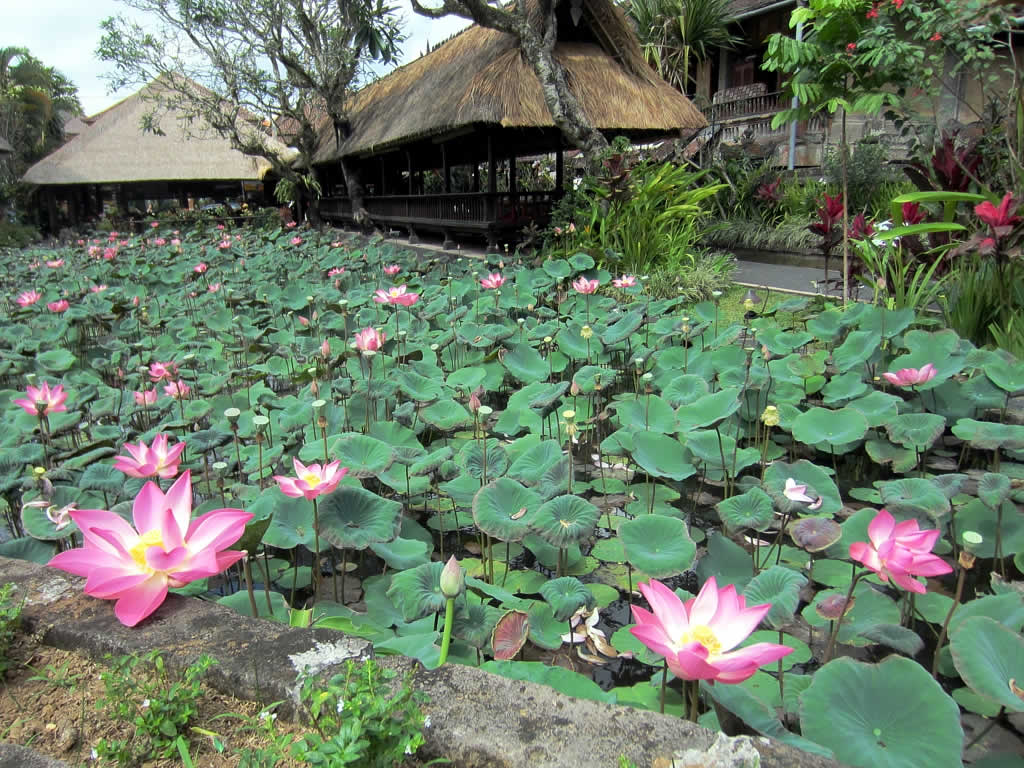
作為巴厘島景觀建築的一部分的蓮花池。
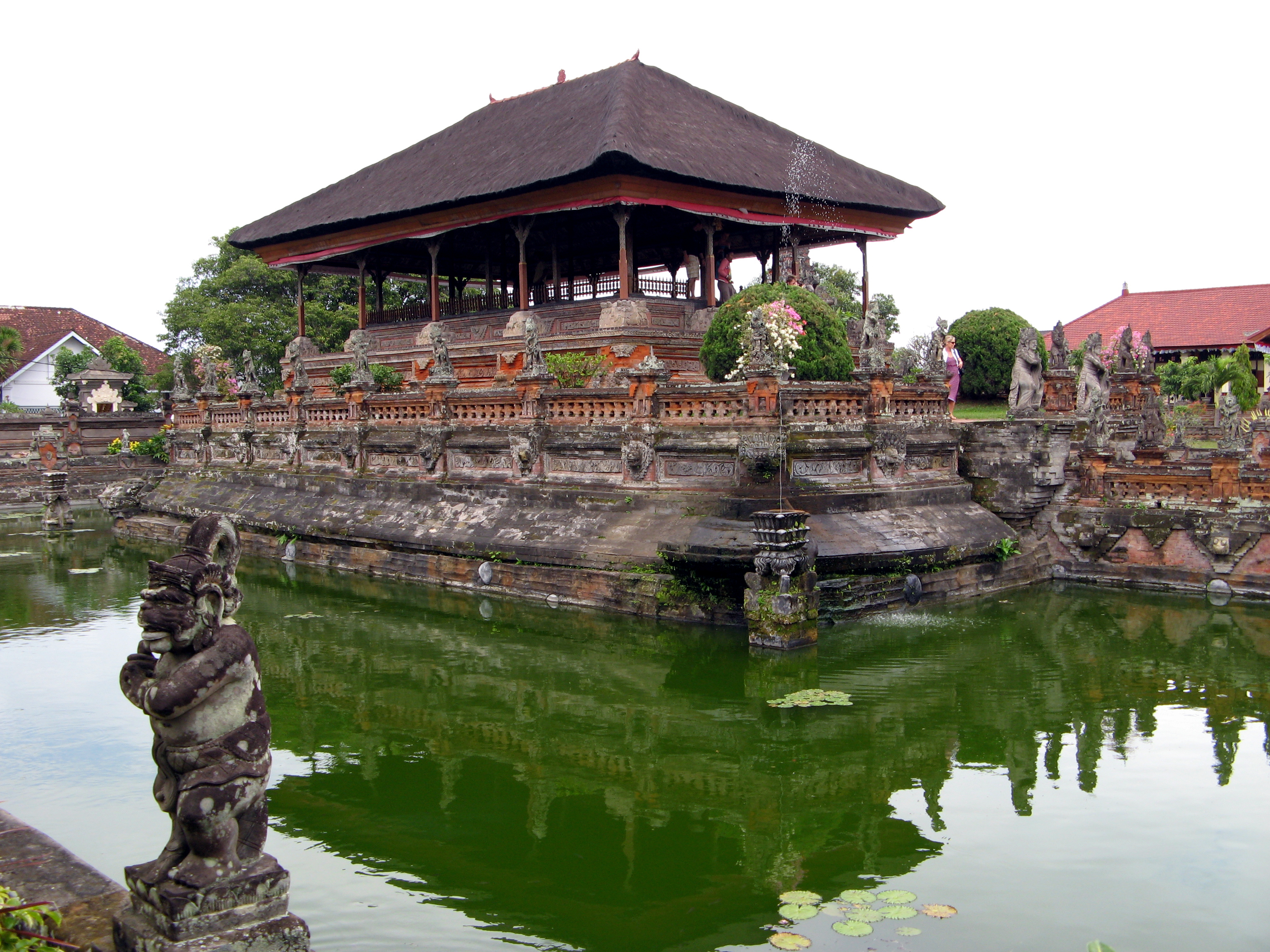
浮動亭
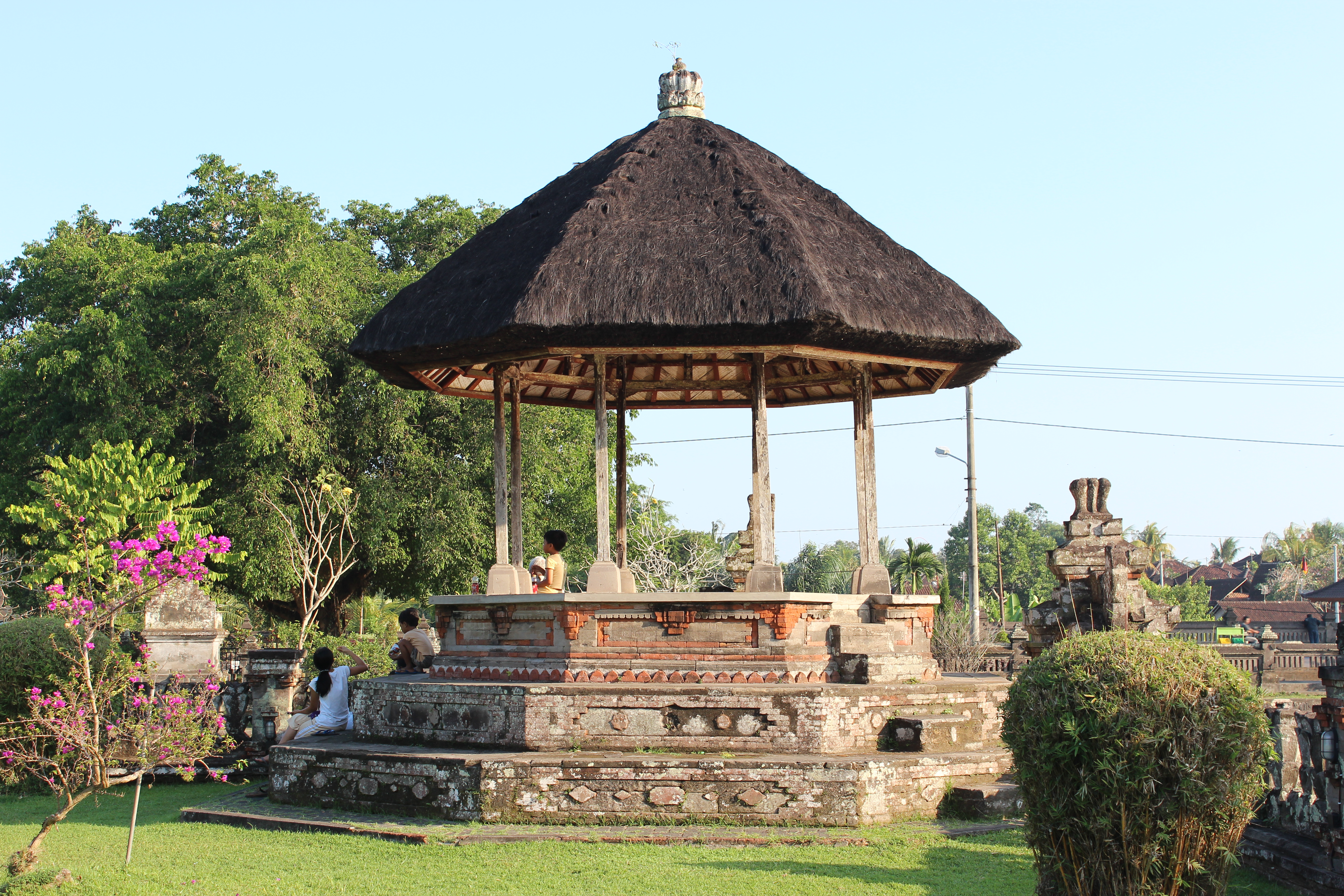
觀亭
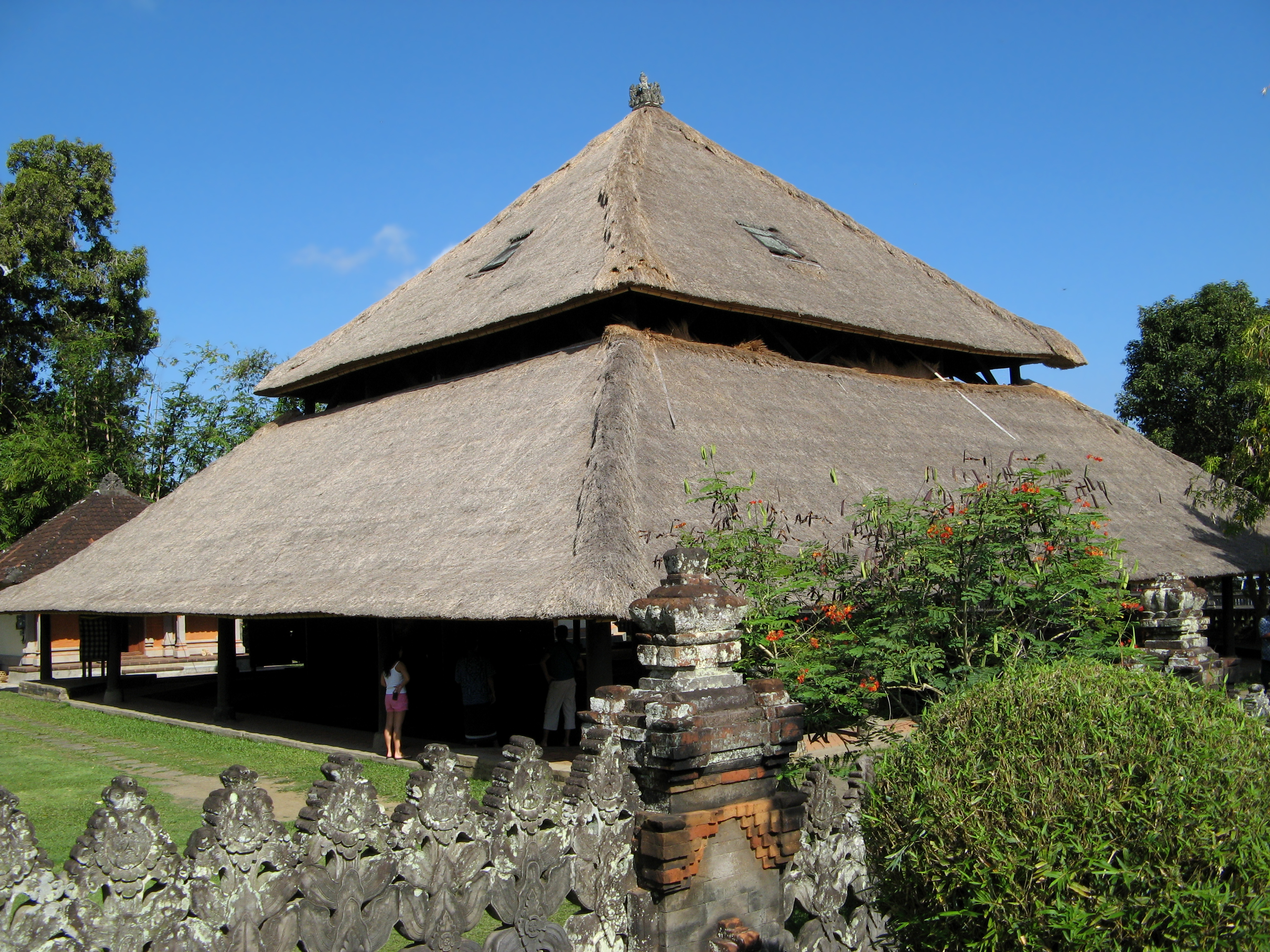
萬提蘭
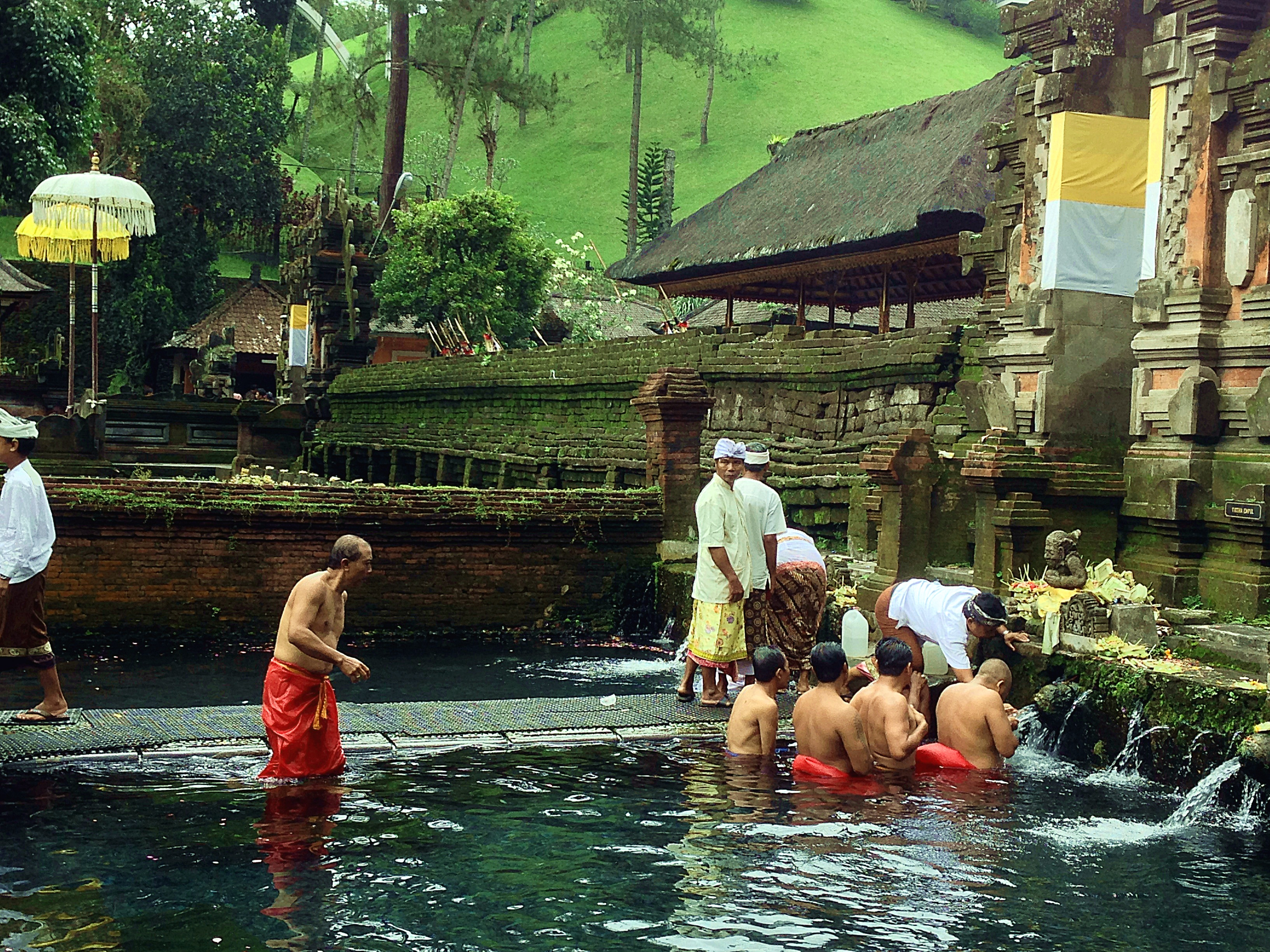
沐浴場所
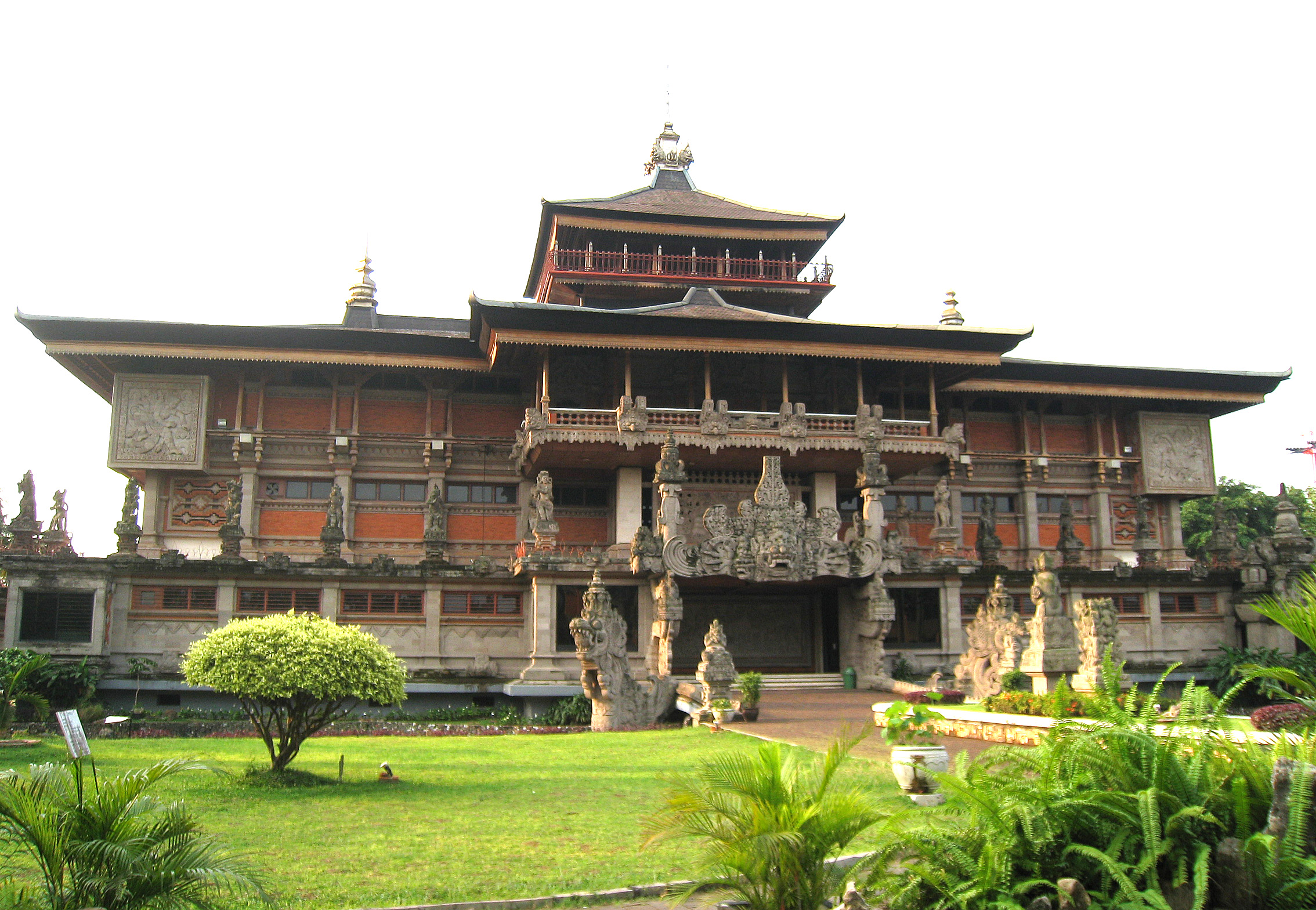
印度尼西亞博物館，採用峇里島建築風格

## 現代峇里島建築
作為具有文化意義的熱門島嶼及度假勝地的地位，峇里島的旅遊業也刺激當地在興建相關現代建築的需求。包括在酒店、別墅、小屋、餐廳、商店、博物館和機場的建築中，都融入了過去峇里島風格的主題、建築形式和設計。